# 布拉班特的瑪格麗特 (1323年)
布拉班特的瑪格麗特（法語：Marguerite de Brabant，1323年2月9日—1380年4月27日），佛蘭德伯爵夫人，布拉班特公爵若望三世的次女。

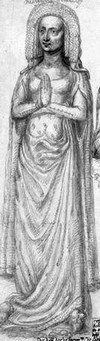
布拉班特的瑪格麗特

1347年，瑪格麗特與佛蘭德的路易二世結婚，兩人的女兒瑪格麗特三世於1350年出生。